# The Structure of Scientific Revolutions
The Structure of Scientific Revolutions (deutscher Titel: Die Struktur wissenschaftlicher Revolutionen) ist ein von Thomas S. Kuhn verfasstes Werk, das 1962 als Monographie im Rahmen der  International Encyclopedia of Unified Science der University of Chicago Press veröffentlicht wurde. Es gilt als Meilenstein der Wissenschaftsgeschichte und Wissenschaftstheorie. Durch das Buch wurden Begriffe wie Paradigma und Paradigmenwechsel popularisiert.

## Rezeption
1969 antwortete Kuhn mit einem Postskriptum auf Kritiken der ersten Auflage.
Kuhn hatte wichtige Erkenntnisse für das Werk laut eigener Aussage 1947, als er Student an der Harvard University war.

## Ausgaben
- The Structure of Scientific Revolutions (= International Encyclopedia of Unified Science. Band 2, Nr. 2). University of Chicago Press, Chicago 1962.
  - 2., erweiterte Auflage, 1970, ISBN 0-226-45803-2 (PDF).
  - 3. Auflage 1996, ISBN 0-226-45808-3.
  - 4. Auflage 2012, ISBN 978-0-226-45811-3.
  - Die Struktur wissenschaftlicher Revolutionen. Suhrkamp, Frankfurt am Main 1967.
    - 1. Auflage in der Reihe suhrkamp taschenbuch wissenschaft (stw Band 25), Frankfurt am Main 1973, ISBN 3-518-07625-6
    - 26. Auflage 2020, ISBN 978-3-518-27625-9.